# قطعنامه ۹۱۰ شورای امنیت
قطعنامه ۹۱۰ شورای امنیت سازمان ملل متحد که در تاریخ ۱۴ آوریل ۱۹۹۴ تصویب شد، سندی بین‌المللی دربارهٔ جمهوری عربی چاد-لیبی است. این قطعنامه طی نشست ۳۳۶۳ام با ۱۵ رای موافق، ۰ مخالف و ۰ ممتنع تصویب شد.